# Les Grandes Chansons de Claude Nougaro
Albums par Claude Nougaro
L'Enfant phare
(1997) Jazz et Java
(1998)
Compilations par Claude Nougaro
Grand Angle sur... Nougaro
(1994) Jazz et Java
(1998)
Les Grandes Chansons de Claude Nougaro est une compilation de Claude Nougaro sorti en 1998.

## Titres
| No  | Titre                     | Durée |
| --- | ------------------------- | ----- |
| 1.  | Nougayork                 |       |
| 2.  | Toulouse                  | 4.22  |
| 3.  | Pacifique                 |       |
| 4.  | Lady Liberty              |       |
| 5.  | Tu verras (o que sera)    |       |
| 6.  | Cécile ma fille           |       |
| 7.  | Los Angeles Eldorado      |       |
| 8.  | Le cinéma                 |       |
| 9.  | Il faut tourner la page   |       |
| 10. | Quatre boules de cuir     |       |
| 11. | Armstrong                 |       |
| 12. | Vive l'Alexandrin         |       |
| 13. | Une petite fille          |       |
| 14. | Harlem (Fables of Faubus) |       |
| 15. | Kiné                      |       |